# Lucile Godbold
Lucile Ellerbe Godbold (ur. 31 maja 1900 w Marion, zm. 5 kwietnia 1981 w Columbii) – amerykańska lekkoatletka. W 1922 brała udział w skoku w dal oraz biegach i rzutach na pierwszych Światowych Igrzyskach Kobiet. Zdobyła wówczas złoty medal w pchnięciu kulą oburącz i brązowy w rzucie oszczepem oburącz oraz zajęła czwarte miejsce w biegach na 300 metrów i 1000 metrów. 13 marca 1922 w Mamaroneck ustanowiła wynikiem 2:35,8 min. nieoficjalny rekord świata w biegu na 800 metrów.